# 暗色雙線䲁
暗色雙線䲁（學名：Enneapterygius obscurus），為輻鰭魚綱䲁形目三鰭䲁科雙線䲁屬的一個種，由Eugenie Clark於1980年描述，分布於西印度洋紅海海域，深度2至22公尺，本魚體型小呈圓柱狀，眼眶上具有觸鬚，頸背無觸鬚，側線有10-12個有孔的鱗片和21-22個有缺刻的鱗片，頸背有鱗，腹部無鱗，胸鰭基部有單排鱗，體半透明紅色，尾柄上部有小而深的黑斑，第一背鰭前部褐色,後部有白色斑點，背鰭3個，第一背鰭與第二背鰭高度約相同，背鰭硬棘15-17枚、背鰭軟條9-10枚、臀鰭硬棘1枚、臀鰭軟條16-18枚，體長可達2.5公分，成魚棲息在潟湖、臨海礁石或岩壁，雌魚產附著性卵在藻類築的巢，雄魚會守護卵，幼魚為浮游性，生活習性不明。